# Liegi-Bastogne-Liegi 1929
La Liegi-Bastogne-Liegi 1929, diciannovesima edizione della corsa, fu disputata il 9 maggio 1929 per un percorso di 231 km. Fu vinta dal belga Alfons Schepers, giunto al traguardo in 8h45'25" alla media di 26,280 km/h, precedendo i connazionali Gustave Hombroeckx e Maurice Raes. 
Dei 32 ciclisti alla partenza coloro che portarono a termine la gara al traguardo di Liegi furono 20.

## Ordine d'arrivo (Top 10)
| Pos. | Corridore          | Squadra | Tempo    |
| ---- | ------------------ | ------- | -------- |
| 1    | Alfons Schepers    | -       | 8h45'25" |
| 2    | Gustave Hombroeckx | -       | s.t.     |
| 3    | Maurice Raes       | -       | s.t.     |
| 4    | Constant Struyven  | -       | s.t.     |
| 5    | Camille Degraeve   | -       | s.t.     |
| 6    | Georges Laloup     | -       | a 1'57"  |
| 7    | Marcel Houyoux     | -       | s.t.     |
| 8    | Albert Herman      | -       | s.t.     |
| 9    | Prosper Delobelle  | -       | s.t.     |
| 10   | Henri Lepine       | -       | s.t.     |